# 1993 Голяма награда на Япония
1993 Голяма награда на Япония е 9-о за Голямата награда на Япония и петнадесети кръг от сезон 1993 във Формула 1, провежда се на 24 октомври 1993 година на пистата Судзука в Судзука, Япония.

## Репортаж
24 болида застанаха на старта след като БМС Скудерия Италия се отказа от по-нататъчно участие във Формула 1.
На старта Сена излезе пред Прост, докато Бергер изпревари Шумахер. Еди Ървайн който прави своя дебют в ГП и пети пилот за тима на Джордан изпревари Хил и Шумахер. След това британеца изпревари Шумахер на S завоите за малко преди германеца да си върне позицията. Класирането след 2-рата обиколка е Сена, Прост, Хакинен, Бергер, Ървайн, Шумахер, Хил и Агури Сузуки с Уорик и Патрезе близко до японеца.
Шумахер и Хил се доближиха до Бергер. В края на 9-а обиколка тримата излязоха от шикана и Деймън изпревари германеца на старт-финалната линия за да излезе на 5-а позиция. След това Хил се опита да изпревари австриеца в шикана от външната страна но опита му е неуспешен. Шумахер който е 6-и след като британеца го изпревари 2 обиклоки по-рано не можа да спре достатъчно бързо заедно с британеца и удари задната дясна гума, повреждейки лявото окачване и отпадане от състезанието. Хил продължи в състезанието макар след удара и най-после взе 4-то място от Бергер.
Междувременно, Прост излезе на първа позиция след като Сена спря за нови гуми. Малко след това започнал да вали, което е предимство за французина и за другите пилоти които не са спирали в бокса. Сена започнал да притиска Прост след като трасето продължавало да става мокро и в 21-вата обиколка Сена изпревари Прост на завоя Спун. В края на тази обиколка бразилеца направи две секунди напред и след това двамата отидоха в бокса за мокри гуми. Дъждът спря в обиколка 30 и пилотите започнаха да идват за сухи гуми. Хил се върна на пистата почти на обиколка зад Сена, който продължи с мокрите гуми. Не в състояние да изпревари Хил бразилецът е ре-изпреварен от Ървайн, който е затворен с обиколка, но преследвайки Хил за 4-та позиция. Ирландецът който също е с мокри борейки се за 4-та позиция с Хил, но не е в състояние да го изпревари, докато Сена загуби 15 секунди зад двамата. В края на 42-рата обиколка, след като той и Прост спряха за сухи гуми. Сена вече е пред французина с 24 секунди преднина. С 12 обиколки до финала, Прост запази позицията си до края на състезанието. 3-та позиция на Мика Хакинен е първият му подиум в неговата кариера.
Отзад в класирането Барикело изпревари Ървайн по време на спиранията след като Бергер отпадна в 42-рата обиколка поради повреда в двигателя. С 4 обиколки до финала и борейки се с Дерек Уаруик за 6-а позиция, Ървайн се удари в задницата на Футуърк-а на шикана изкарайки Уаруик извън състезанието. Еди все пак продължи в състезанието като изпревари Сена отново в последната обиколка завършейки 6-и с точка в неговия си дебют във Формула 1.
Сена спечели това състезание пред Прост, Хакинен, Хил, Барикело, Ървайн, Блъндел и Лехто. Най-бързата обиколка е направена от Прост за когото е и последна в неговата кариера.
След това състезание Сена изказва карането на Ървайн като лунатик довеждейки се до сблъсък между двамата в бокса на Джордан. Те бяха призовани от ФИА след сблъсъка в ГП на Япония като Ървайн получи шамари от Сена, поради това изпреварване. Разследването е на 7 декември. Айртон е наказан за две състезания от следващия сезон заради ударите, които понесе ирландеца. Но след това наказанието е премахнато на 6 месеца заради позитивното отношение на бразилския ас. По време на разследването Дерек Уорик също е един от жертвите на опасното каране на Ървайн.

## Класиране
| Поз | No | Пилот              | Конструктор         | Оби. | Време/Отпадане | Място | Точки |
| --- | -- | ------------------ | ------------------- | ---- | -------------- | ----- | ----- |
| 1   | 8  | Айртон Сена        | Макларън-Форд       | 53   | 1:40:27.912    | 2     | 10    |
| 2   | 2  | Ален Прост         | Уилямс-Рено         | 53   | +11.435        | 1     | 6     |
| 3   | 7  | Мика Хакинен       | Макларън-Форд       | 53   | +26.129        | 3     | 4     |
| 4   | 0  | Деймън Хил         | Уилямс-Рено         | 53   | +1:23.538      | 6     | 3     |
| 5   | 14 | Рубенс Барикело    | Джордан-Харт        | 53   | +1:35.101      | 12    | 2     |
| 6   | 15 | Еди Ървайн         | Джордан-Харт        | 53   | +1:46.421      | 8     | 1     |
| 7   | 26 | Марк Блъндел       | Лижие-Рено          | 52   | +1 Об.         | 17    |       |
| 8   | 30 | Джей Джей Лехто    | Заубер              | 52   | +1 Об.         | 11    |       |
| 9   | 25 | Мартин Брандъл     | Лижие-Рено          | 51   | +2 Об.         | 15    |       |
| 10  | 24 | Пиерлуиджи Мартини | Минарди-Форд        | 51   | +2 Об.         | 22    |       |
| 11  | 12 | Джони Хърбърт      | Лотус-Форд          | 51   | +2 Об.         | 19    |       |
| 12  | 19 | Тошиу Сузуки       | Ларус-Ламборгини    | 51   | +2 Об.         | 23    |       |
| 13  | 11 | Педро Лами         | Лотус-Форд          | 49   | Инцидент       | 20    |       |
| 14  | 9  | Дерек Уорик        | Футуърк-Муген-Хонда | 48   | Сблъсък        | 7     |       |
| Отп | 6  | Рикардо Патрезе    | Бенетон-Форд        | 45   | Инцидент       | 10    |       |
| Отп | 28 | Герхард Бергер     | Ферари              | 40   | Двигател       | 5     |       |
| Отп | 10 | Агури Сузуки       | Футуърк-Муген-Хонда | 28   | Завъртане      | 9     |       |
| Отп | 23 | Жан-Марк Гуно      | Минарди-Форд        | 26   | Отказване      | 24    |       |
| Отп | 3  | Укио Катаяма       | Тирел-Ямаха         | 26   | Двигател       | 13    |       |
| Отп | 29 | Карл Вендлингер    | Заубер              | 25   | Двигател       | 16    |       |
| Отп | 20 | Ерик Комас         | Ларус-Ламборгини    | 17   | Двигател       | 21    |       |
| Отп | 5  | Михаел Шумахер     | Бенетон-Форд        | 10   | Сблъсък        | 4     |       |
| Отп | 27 | Жан Алези          | Ферари              | 7    | Двигател       | 14    |       |
| Отп | 4  | Андреа де Чезарис  | Тирел-Ямаха         | 0    | Сблъсък        | 18    |       |

## Класиране след състезанието
- Удебелен шрифт означава световните шампиони.

| Поз | Пилот           | Точки |
| --- | --------------- | ----- |
| 1   | Ален Прост      | 93    |
| 2   | Деймън Хил      | 65    |
| 3   | Айртон Сена     | 63    |
| 4   | Михаел Шумахер  | 52    |
| 5   | Рикардо Патрезе | 20    |
| 6   | Жан Алези       | 13    |
| 7   | Мартин Брандъл  | 12    |
| 8   | Джони Хърбърт   | 11    |

| Поз | Конструктор   | Точки |
| --- | ------------- | ----- |
| 1   | Уилямс-Рено   | 158   |
| 2   | Макларън-Форд | 74    |
| 3   | Бенетон-Форд  | 72    |
| 4   | Ферари        | 23    |
| 5   | Лижие-Рено    | 22    |
| 6   | Лотус-Форд    | 12    |
| 7   | Заубер        | 12    |
| 8   | Минарди-Форд  | 7     |